# 長崎電気軌道500形電車
長崎電気軌道500形電車（ながさきでんききどう500がたでんしゃ）は、1966年（昭和41年）に登場した長崎電気軌道の路面電車車両である。

## 概要
長崎電気軌道では、輸送力増強と車両不燃化の観点から2軸単車や木造車の置き換えを図るべく、1961年（昭和36年）より1963年（昭和38年）の3年間で年間7両、合計21両の全金属製ボギー車を新造する計画が立てられた。当初の計画通り、1961年（昭和36年）に360形7両、翌1962年（昭和37年）に370形7両を導入したものの、同社の経営悪化により1963年（昭和38年）の導入は実現せず新車導入は14両で打ち切られた。
本形式は360・370形導入後も残存する木造車の置き換えとボギー車化を目的として、1966年（昭和41年）にナニワ工機で6両が製造された。新製コスト抑制を図るべく車体は新造品に対し、台車や主要機器は大阪市電1701形の廃車発生品を使用した機器流用車である。設計当初よりワンマン運行に容易に対応できるよう設計され、実際に同社初のワンマン運行には本形式が用いられた。本形式の導入により木造単車の大半が置き換えられたものの、依然残存した木造ボギー車の置き換えは1969年（昭和44年）導入の600形・700形といった他都市からの中古車に頼らざるを得ず、新造車の導入に至っては1980年（昭和55年）導入の2000形まで途絶えることになった。

## 車体

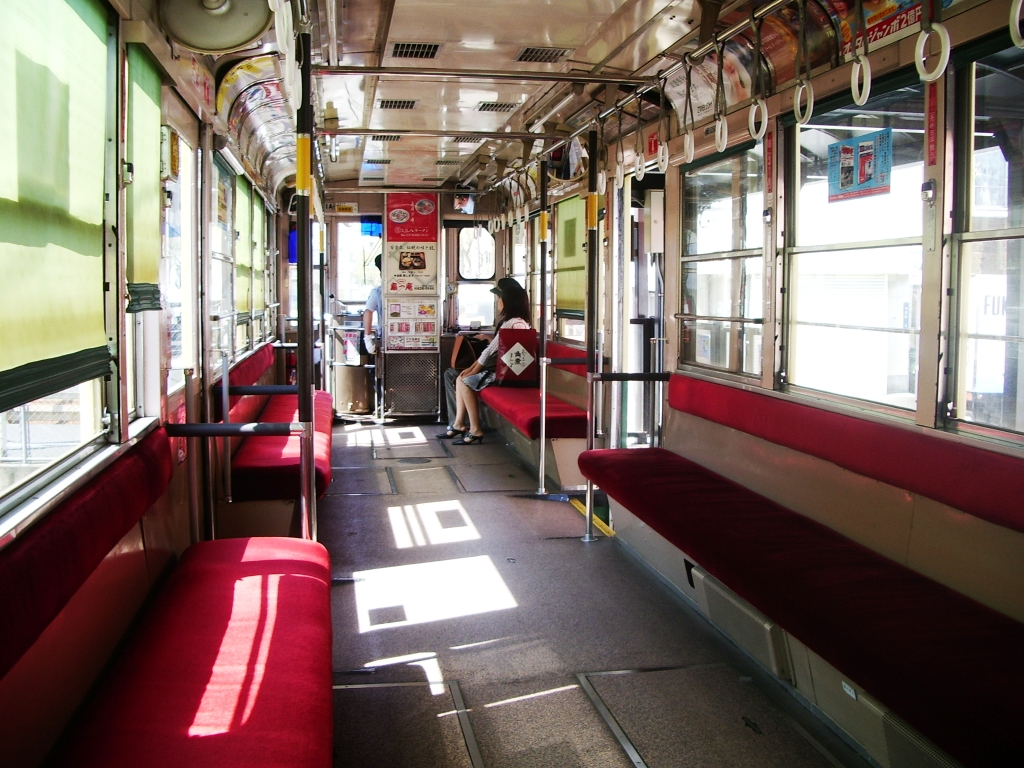
車内の様子。座席背もたれは上部のみ設置されている。

前出の360・370形と同様の前中扉・全金属製の車体だが、全長は500mm延長され側面窓が一枚増え窓配置はD4D4となった（360・370形はD4D3）。また、中扉（乗車扉）は同社の自社発注車としては初めて引き戸が採用された。
前面は都電8000形に類似した3面折妻構造で、370形では側窓より1段低くなっていた前面窓が側窓と同じ高さに変更された。
その他全体的にコスト削減を意図した設計で、細部の造形は工作の簡略化から角の丸みを少なくして角張った造形となり、ウィンドウ・シルも外部に露出している。室内も蛍光灯点数の削減と座席背もたれの簡略化が図られている。
設計時よりワンマン運行への対応が見据えられており、入線時より自動ドア、放送機器、車内鏡を備えていた。

## 主要機器
当時段階的な路面電車網の廃止を実施していた大阪市交通局から譲受した大阪市交通局1701形電車（1706・1707・1756・1762・1767・1768）の発生品を流用している。

### 台車・主電動機

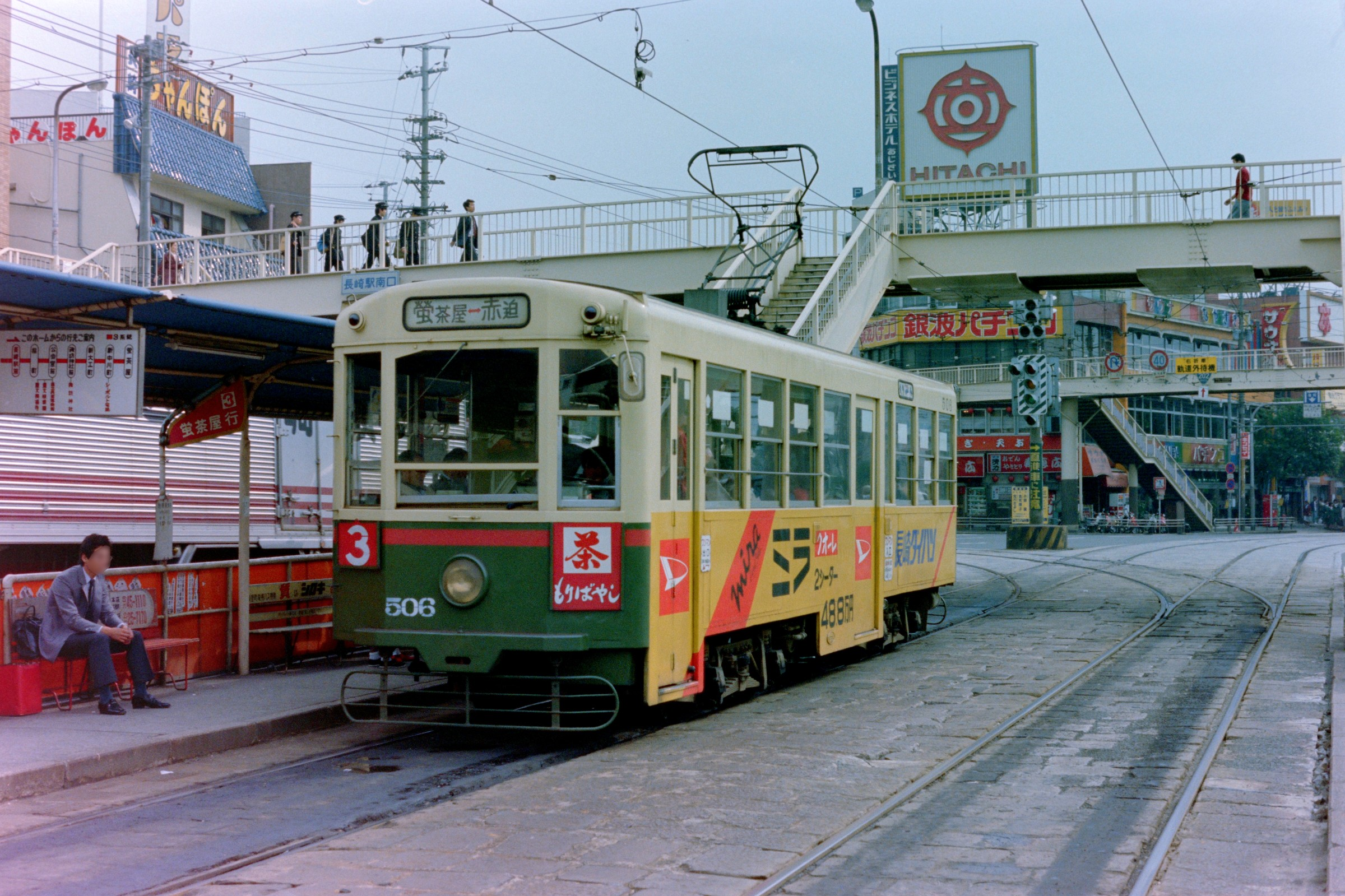
ブリル台車を履く506
（1982年・長崎駅前）

台車はJ.G.ブリル社製Brill 77E、主電動機はSS-50（定格出力37.5kW）を一台車当たり1基、1両で2基搭載する。SS-50は戦後、1372/1435mm軌間路面電車用標準電動機の一つとして制定され電機メーカー各社で量産されたもので、その型番は「50馬力標準軌間用標準電動機（Standard motor for Standard gauge-50ps）」を意味する。大阪市交通局1701形が搭載していたのは三菱電機製で、MB-245-Lという同社製としての型番が与えられている。

### 制御器・制動装置
制御器は直接式のKR-8、制動装置は直通式のSM-3を搭載する。
KR-8は本来三菱電機がイングリッシュ・エレクトリック社製のDBI-Kシリーズと呼ばれる直接制御器を模倣して設計したものであるが、泰平電鉄機械など各社が同等品（その中には日立製作所DR BC-447のように大手メーカーによる改良コピー品も含まれていた）を製造したため、戦後の日本における事実上の路面電車用標準制御器となったモデルである。

## 改造

### ワンマン化改造
前述の通り、本形式はワンマン運行準備車としての導入で、1968年（昭和43年）3月に506号がワンマン化改造（バックミラーの取り付け等）が施行され、乗務員の訓練等に用いられた。他の5両も順次ワンマン化改造が施行され、同年12月1日からの同社初となるワンマン運行に投入された。なお、改造に伴い側面行先表示器は使用停止となった。

### 暖房・冷房装置の設置
暖房は電気ヒーター式のものが1980年（昭和55年）に、冷房は三菱電機製のものが1984年（昭和59年）に全車へ設置された。冷房改造は501・502号が自社工場にて、503 - 506号は西鉄産業にて施行された。

### 行先表示器の自動化
1984年から1985年（昭和60年）にかけて前面行先表示器の自動巻き取り化と方向幕のカラー化が実施され、それと同時にワンマン化改造で使用停止となっていた側面行先表示器も復活した。

### 台車振り替え
流用品のブリル77E台車は長崎電軌では本形式のみが装着しており、部品統一の観点から早い段階で振替が検討されていた。また1980年代後半には老朽化も進行していたことから、1986年（昭和61年）より202形・1050形・1200形で用いられているK-10台車への振り替えが始まり、1991年（平成3年）までに全車で交換が完了した。

## 運用
2018年（平成30年）4月現在、5両（502 - 506）が在籍する。501号は2014年（平成26年）3月末付で廃車となった。
1982年（昭和57年）の長崎大水害では506号を除く5両が被災し走行不能となった。被災した車両の中には側面窓の高さまで冠水、座席も一部が流失したものもあったが、後に全車復旧している。
全車両長崎スマートカードに対応している。

## 車歴表
| 車両番号 | 竣功           | ワンマン化改造 | 暖房設置 | 冷房設置      | 台車振替       | 備考                  |
| -------- | -------------- | -------------- | -------- | ------------- | -------------- | --------------------- |
| 501      | 1966年12月18日 | 1968年4月16日  | 1980年   | 1984年6月9日  | 1988年1月17日  | 2014年3月31日付で除籍 |
| 502      | 1966年12月19日 | 1968年4月28日  | 1980年   | 1984年5月2日  | 1986年12月2日  |                       |
| 503      | 1966年12月29日 | 1968年6月22日  | 1980年   | 1984年6月8日  | 1986年12月11日 |                       |
| 504      | 1966年12月29日 | 1968年5月21日  | 1980年   | 1984年6月9日  | 1988年1月27日  |                       |
| 505      | 1966年12月29日 | 1968年6月4日   | 1980年   | 1984年7月4日  | 1986年12月22日 |                       |
| 506      | 1966年12月30日 | 1968年3月28日  | 1980年   | 1984年6月29日 | 1991年8月18日  |                       |